# John Dastin
John Dastin  (c.1288-c.1334)  foi um alquimista inglês do início do séc. XIV. Pouco se sabe da sua vida para além dos textos que lhe são atribuídos (Uma nota biográfica De vita, aetato ac scripsis Johannis Dastin) é encontrada num manuscrito do séc. XVII: Ms Oxford, Bold. Libr., Ashmole. 1445, VIII, fol 53). Dastin é conhecido pela correspondência que manteve com o papa João XXII e o cardeal Napoleone Orsini em defesa da prática alquímica, datada de 1320. O Papa havia condenado, em 1317, a alquimia em uma decretal, por razões de falsificação (e não como ilegal ou herética, como foi dito mais tarde) 

## Vida
Pesquisas recentes revelaram que John Dastin viveu por volta de 1293-1386. Ele nasceu na aldeia de Greet, no condado de Gloucestershire e foi ordenado diácono em 1311. Ele estudou em Oxford e foi nomeado vigário da igreja de Bringhurst, Leicestershire. Em meados de 1317 ele viajou para Avignon para trabalhar a serviço do cardeal Napoleone Orsini († 1342) e obteve os benefícios de uma canoneria da colegiada de Southwell. Durante sua estada no sul da França, ficou conhecido como "magister Johannes Anglicus". Trabalhou na corte de Napoleone Orsini e ajudou Giovanni Gaetano Orsini durante o seu legado na Itália (1326-1334). Dastin retornou a Oxford em 1341 e foi nomeado vigário da Igreja da aldeia de Aberford, em Yorkshire, associado ao Oriel College. Ele morreu em uma data anterior a 1386.
Um trabalho atribuído a Dastin foi incluído em 1625 no "Harmoniae imperscrutabilis Chymico-Philosophicae" de Hermannus Condeesyanus. Em 1629 no "Ficheiro Chemicus", de Arthur Dee, e em 1652 no "Theatrum Chemicum Britannicum" de Elias Ashmole.

## Obras

### Carta a João XXII
Dastin argumenta que a transmutação artificial em ouro com a ajuda do enxofre do mercúrio (prata viva) em ouro é equivalente à transformação natural e que "a arte imita a natureza e, em certos aspectos, a corrige e ultrapassa, assim como a natureza débil é modificada pela indústria da medicina".
'

### Rosarius
O Rosarius Philosophorum, também conhecido por seu incipit Desiderabile desiderium (o desejado desejo). O Rosarium é conhecido no manuscrito  e foi impresso em 1702 por Jean-Jacques Manget em sua Bibliotheca Chemica Curiosa. Tanto em O Rosário, quanto na carta a João XIII (Papa de 1316 a 1334), ele se refere, em matéria de alquimia, à autoridade do Secretum Secretorum do pseudo-Aristóteles.
Também foi atribuído ao contemporâneo Arnaldo de Vilanova de Dastin (1238-1311 ou 1313) e traduzido para o francês sob o título A verdadeira prática da nobre ciência da Alquimia e que, mais tarde, foi atribuída a Nicolas Flamel sob o título O livro das lavagens.

### Visio
Nos manuscritos, este texto era frequentemente associado ao Visio Edwardi. Foi impresso pela primeira vez em 1625, sob o título Visio Ioannis Dastin, e traduzida em Inglês em 1652 na Theatrum Chemicum Britannicum de Elias Ashmole como O sonho de Dastin(e traduzido para o francês em Alquimia, Contos e lendas de J. Rebotier e JM Agasse, The Original, Paris, 1982).

## Manuscritos
- Tractatus Joannis Dastin. Cum gauderent uti breuitate Cambridge, Trinity College MS. O.8.36.
- Inc. Ep. Johannis Dastine ad papam Johannem xxii transmissa de alkimia and Visio Joh. Dastin Cambridge, Trinity College MS. O.2.18. 14th and 15th centuries.
- Tractatus Alchemici. De erroribus J. Dastin - Biblioteca Britânica MS. Egerton 845. 15th century.